# Алькаусін
Алькаусін (ісп. Alcaucín) — муніципалітет в Іспанії, у складі автономної спільноти Андалусія, у провінції Малага. Населення — 2668 осіб (2010).
Муніципалітет розташований на відстані близько 390 км на південь від Мадрида, 34 км на північний схід від Малаги.
На території муніципалітету розташовані такі населені пункти: (дані про населення за 2010 рік)
- Алькаусін: 929 осіб
- Ель-Серро: 33 особи
- Кортіхільйос: 168 осіб
- Еспіно: 126 осіб
- Піларехо: 190 осіб
- Пуенте-де-Салія: 723 особи
- Торіль: 55 осіб
- Вента-Баха: 444 особи

## Демографія
Динаміка населення (INE ):

## Галерея зображень

Розташування муніципалітету у провінції Малага